# Pseudorhodoferax soli
Pseudorhodoferax soli es una bacteria gramnegativa del género Pseudorhodoferax. Descrita en el año 2009, se trata de la especie tipo. Su etimología hace referencia al suelo. Se ha aislado de muestras de suelo en Alemania. Las colonias son circulares, convexas y blancas. Temperatura de crecimiento entre 4-37 °C, óptima entre 20-30 °C. Las células tienen un tamaño aproximado de 0,8-0,9 µm de ancho por 1,4-2,5 µm de largo. Catalasa y oxidasa positivas. 